# Gene Expression Omnibus
Gene Expression Omnibus (GEO) ist eine Biochemie-Onlinedatenbank des National Center for Biotechnology Information, die Daten aus Genexpressionsanalysen aufführt.
Der Gene Expression Omnibus listet unter anderem Rohdaten aus RNA-Seq und Microarrays, welche in Hochdurchsatzverfahren erzeugt wurden. Die Rohdaten aus Microarrays erfüllen die MIAME-Kriterien (von englisch minimum information about a microarray experiment). Diese GEO-Daten sind frei zugänglich und funktionell konnotiert und werden von GEO-Mitarbeitern als GeoDatasetRecords (GDS-Format) formatiert. Daraus können Profile einzelner Gene extrahiert werden. 